# Grammaire coréenne
La grammaire coréenne suit les règles des langues agglutinantes, elle est donc très différente de la grammaire française.

## La phrase
Le coréen suit la typologie SOV c'est-à-dire « sujet objet verbe ». Il n'y a ni article, ni genre, ni nombre ; les verbes ne se conjuguent pas selon les personnes (je, tu, il…) ; des particules invariables indiquent la fonction du mot dans la phrase.
Par exemple :
- 우리는 가게에 갔어요. (urineun gagee gasseoyo.) : Nous sommes allés au magasin.

| 우리는           | 가게에            | 갔어요.                       |
| uri-neun         | gage-e            | ga-sseo-yo.                   |
| nous + [topique] | magasin + [datif] | aller + [passé] + [politesse] |

Il est fréquent que le sujet soit implicite.
Par exemple :
- 가게에 갔어요. (gagee gasseoyo.) La personne du topique (p. ex. moi) est allée au magasin.

| 가게에            | 갔어요?                       |
| gage-e            | ga-sseo-yo.                   |
| magasin + [datif] | aller + [passé] + [politesse] |

### Pronoms personnels
| je    | na          | 나      |
| tu    | neo         | 너      |
| il    | geu         | 그*     |
| elle  | geunyeo     | 그녀*   |
| nous  | uri         | 우리    |
| vous  | neohuideul  | 너희들  |
| ils   | geudeul     | 그들*   |
| elles | geunyeodeul | 그녀들* |

* Littéraire.
Il existe beaucoup d'autres pronoms dans les différents registres de langue.

### Verbes
Les verbes ne se conjuguent pas en fonction du sujet, mais du registre de langue de la phrase. La forme donnée dans un dictionnaire se termine par 다 (da).
Par exemple :
- Le verbe « faire » :
  - 하다 (hada) : forme du dictionnaire.
  - 한다 (handa) : forme non passé du registre formel non poli.
  - 합니다 (habnida) : forme non passé du registre formel poli.
  - 해 (hae) : forme non passé du registre informel non poli.
  - 해요 (haeyo) : forme non passé du registre informel poli.

## Particularités

### Les adjectifs
Les adjectifs se conjuguent comme les verbes. En coréen, il n'y a pas la même différence entre les adjectifs et les verbes qu'en français. Comme les verbes la forme du dictionnaire se termine par 다 (da).
Par exemple :
- L'adjectif « mignon » :
  - 귀엽다 (gwiyeopda) : forme du dictionnaire.
  - 귀엽다 (gwiyeopda) : forme non passé du registre formel non poli.
  - 귀엽습니다 (gwiyeopseubnida) : forme non passé du registre formel poli.
  - 귀여워 (gwiyeowo) : forme non passé du registre informel non poli.
  - 귀여워요 (gwiyeowoyo) : forme non passé du registre informel poli.

### Les particules
Le coréen utilise des particules pour indiquer la fonction des mots (sujet, complément d'objet direct, etc).
Note :
- la particule de thématisation est 는 et se prononce neun;
- la particule de provenance est 서 et se prononce seo;
- La particule du sujet est 이 (« i ») ou 가 (« ka »). On utilise 이 lorsque la syllabe précédente se termine par une consonne, et 가 lorsqu'elle se termine par une voyelle.
- la particule de complément d'objet direct est 을 (« eul ») ou 를 (« reul »). On emploie 을 lorsque la syllabe précédente se termine par une consonne, et 를 suit une voyelle.
- la particule de destination ou de but est 에 et se prononce « e »;
- la particule d'indication de lieu est 에서 et se prononce « e seo »;
- les particules pour exprimer la manière, le moyen sont 로 et 으로 et se prononcent respectivement « lo » et « eu lo »;
- la particule 까, prononcée « 'ka », se met en fin de proposition et transforme celle-ci en proposition interrogative.

Exemples:
- 철수가 공을 쳤어요.   « Cheolsu-ga kong-eul chyeo-sseo-yo » Cheolsu (철수) frappe (쳤어요) le ballon (공).
- 공이 철수를 쳤어요.   « kong-i Cheolsu-reul chyeo-sseo-yo » Le ballon (공) heurte (쳤어요) Cheolsu (철수).

- 서울에 가요.                 « Seoul-e ka-yo » Aller (가요) à (« 에 ») Séoul (서울).
- 학교에서 공부해요.            « hakgyo-e seo kongbu haeyo » Étudier (공부해요) à (« 에서 ») l'école (학교).
- 택시로 가요.                 « taeksi-lo ka-yo » Partir (가요) en (« 로 ») taxi (택시).

- 약국이 어디에 있습니까?  « Yakgugi eodie itseubnikka ? » Où (어디, eodi) est (있다, itda) la pharmacie (약국, yakguk) + question du régistre formel poli (-습니까, -seubnikka).

### Compter
La numérotation utilise des compteurs, c'est-à-dire qu'un suffixe s'intercale entre le nombre en lui-même et l'objet du comptage.
Par exemple :
- 버스 표 열 장 (beoseu pyo yeol jang) = 10 tickets de bus.